# Pramoedya Ananta Toer
Pramoedya Ananta Toer (Pramudya Ananta Tur) (6 de fevereiro de 1925 – 30 de abril de 2006) foi um autor da Indonésia, famoso por seus romances, contos e ensaios polêmicos sobre sua terra natal e povo. Seu trabalho abrange o período colonial, a luta indonésia pela independência, o período de ocupação japonesa durante a Segunda Guerra Mundial, assim como os regimes autoritários pós-coloniais de Sukarno e Suharto. Sua literatura traz fortes traços autobiográficos e da história social de seu povo.
Os textos de Pramoedya foram censurados na Indonésia até meados de 2000, embora tenham circulado no exterior desde os anos 1960. Entre 1947 e 1949, período final da Guerra de Independência Indonésia) ele foi encarcerado pelo governo holandês. Uma vez que os holandeses perderam domínio do país e o primeiro líder Sukarno deixou o poder, foi a vez do regime de Suharto prender Pramoedya, alegando sua afiliação a doutrinas comunistas. Suharto ordenou a prisão do escritor entre os anos de 1969 e 1979 na ilha de Maluku do distrito de Buru. Foi lá que Pramoedya compôs seu trabalho mais célebre, a série de romances Quarteto de Buru. Tendo acesso proibido a materiais de escrita, ele recitou suas histórias oralmente para outros prisioneiros, que foram então passadas para o papel e enviadas secretamente para fora do presídio. A crítica aos vários regimes pós-coloniais está presente na literatura de Pramoedya, ainda que de forma sutil; já sua crítica ao colonialismo europeu é explícita e contundente. O domínio holandês é exposto em uma obra como pautado em doutrinas racistas, nepotismo, corrupção e completa desconsideração pelos costumes das populações nativas. Durante os diversos anos em que permaneceu encarcerado, seja em Buru ou em regime de prisão domiciliar em Jacarta, Pramoedya se tornou uma cause célèbre para defensores dos direitos humanos e liberdade de expressão, assim como para grandes escritores europeus como Günter Grass e Jean-Paul Sartre.

## Anos de formação
Pramoedya nasceu no dia 6 de fevereiro de 1925 em Blora, situada na ilha de Java, então parte das Índias Orientais Holandesas. Ele foi o primogênito de sua família; o pai era um professor ativo no grupo Boedi Oetomo (a primeira organização indígena reconhecida na Indonésia) e sua mãe era uma comerciante de arroz. O avõ materno de Pramoedya era um homem de fortes sentimentos religiosos e foi um dos poucos de seus conterrâneos a fazer uma peregrinação para Mecca. O autor conta em sua coleção de ensaios "Cerita Dari Blora" que seu nome original é Pramoedya Ananta Mastoer. Como o nome paterno Mastoer soava muito aristocrático, ele preferiu alterá-lo. O prefixo javanês "Mas" é utilizado para referir-se a homens de famílias nobres; consequentemente, a omissão da partícula atendia a fins de resistência contra a sociedade senhorial em que o autor se formou.
Pramoedya frequentou o ensino secundário na Sekolah Kejuruan Radio em Surabaya, tendo graduado pouco antes da invasão japonesa à Indonésia (1942).
Durante a Segunda Guerra Mundial, o autor, em conjunto com diversos nacionalistas indonésios, ofereceu suporte às forças invasoras japonesas em um primeiro momento; como os futuros líderes Sukarno e Suharto, muitos intelectuais indonésios da época pensaram que o Japão imperial seria o menor de dois males em comparação com os holandeses. O autor trabalhou para um jornal japonês em Jacarta. Conforme a guerra progredia e os indonésios vivenciavam as pesadas imposições de racionamento e controle militar japonês, muitos nacionalistas se uniram sob o jugo de Sukarno e constituíram uma força de resistência aos novos invasores. Tudo indica que Pramoedya estava do lado de Sukarno nesse período.
Em 17 de agosto de 1945, dia em que a vitória dos Aliados sobre o Império japonês é declarada, Sukarno proclama a Independência da Indonésia. A partir daí trava-se uma guerra entre forças holandeses e britânicas e o novo regime, que durará até 1949. Pramoedya participou de um grupo paramilitar em Karawang, Kranji (oeste de Java) e eventualmente assumiu posto em Jacarta no ano de 1947, onde escreve contos e propaganda de guerra a favor da causa nacionalista. No mesmo ano, os holandeses capturam o grupo em que o autor atua, mantendo-o preso até 1949 em Bukit Duri. Sua primeira grande obra, o romance Perburuan (O Fugitivo, publicado somente em 1950) foi composto nesse contexto.

## Indonésia após a independência
Nos primeiros anos após a luta pela independência, Pramoedya compôs diversas obras de ficção que lidavam com problemas da nação recém-fundada, assim como textos autobiográficos baseados em suas memórias dos tempos de guerra. Logo tornou-se possível para ele viajar para a Holanda por um programa de intercâmbio cultural. Nos anos que se seguiram, o autor se ocupou sobretudo das literaturas e culturas chinesas e russas, tendo em uma ocasião viajado para a União Soviética e demonstrado preferência pelo trabalho de Maxim Gorky e Lev Tolstoi.
De volta à Indonésia, Pramoedya construiu sua reputação como crítica literário e social, se unindo ao grupo de escritores esquerdistas Lekra, junto a que publicou em diversos jornais locais. Seu estlo se tornava cada vez mais politizado, consolidando-se em uma estória como Korupsi (Corrupção, 1954) . Essa e outras publicações contribuíram para a formação de tensões entre o escritor e o governo de Sukarno.
A partir do final da década de 1950, Pramoedya passou a ensinar história na Universitas Res Publica (atual Universitas Trisakti), então centro do pensamento de esquerda de Jacarta. Conforme preparava o material para suas aulas, ele notou que a distorção programática dos estudos de língua e literatura indonésia por parte das autoridades coloniais holandesas. Pramoedya iniciou, a partir daí, a busca por materiais até então ignorados pelas instituições educacionais desde a era colonial.
Após passar algum tempo na China, ele desenvolveu profunda simpatia pela causa dos sino-indonésios perseguidos na Indonésia pós-colonial. Em Hoakiau di Indonesia (História de um chinês na Indonésia), o autor compôs uma série de cartas destinadas a um correspondente chinês imaginário, em que se discute importantes aspectos histórico-políticos da Ásia. O autor passou a criticar o governo de seu país por ser excessivamente centrado em questões da ilha de Java, e consequentemente insensível à cultura e necessidades de outras regiões e povos que compõem o arquipélago indonésia. Devido a sua reação política, Pramoedya foi preso por militares e encerrado na prisão de Cipinang por nove meses.

## Prisão sob o regime de Suharto
Em outubro de 1965 o exército toma o poder após alegar o assassinato de diversos generais pelo Partido Comunista da Indonésia. A transição para a Nova Ordem de Suharto (Orde Baru) seguiu-se daí, e a liderança de Pramoedya da Organização Cultural do Povo, uma facção literária do Partido Comunista, ocasionou sua volta à prisão. Durante a violenta caça aos comunistas de 1965-66, o autor foi apreendido, espancado e levado como tapol (prisioneiro político) do governo de Suharto, sem qualquer julgamento, para Nusa Kambangan ao sul de Java, e posteriormente para a colônia penal de Buru, ao oriente do arquipélago. Não apenas a circulação de seus livros foi banida, como o novo regime cuidou para que Pramoedya não conseguisse obter acesso a qualquer material de escrita. Ainda assim, o autor se pôs a compor - oralmente - seu conjunto de trabalhos mais célebres, o Quarteto de Buru, uma série de quatro romances históricos a respeito do desenvolvimento do nacionalismo indonésio, e baseado nas experiências pessoais do autor a partir de 1940. A história conta o caminho do nativo Minke (em holandês coloquial, insignificante) dos anos de estudos em um Liceu holandês (onde estudava para se tornar um bupati, funcionário subordinado à administração colonial) até sua politização e atuação como jornalista do movimento de libertação nacional, Tirto Adhi Surjo. Já que Pramoedya foi privado de material para escrita, todos os quatro livros da série tiveram de ser ditados para prisioneiros amigos de Buru. Outros companheiros se organizaram para reduzir a carga de trabalho do escritor de forma a propiciá-lo maior tempo para trabalhar em suas histórias. Posteriormente, os manuscritos foram recolhidos, enviados para fora do presídio e publicados na Malásia e em inglês (por Max Lane). Embora a série foi considerada um clássico da literatura sul-asiática, as obras de Toer tiveram que circular no mercado negro indonésio até meados de 2000.

## Publicações subsequentes e morte
Pramoedya foi libertado em 1979, mas permaneceu sob regime de prisão domiciliar até 1992. Nesse meio tempo, ele publicou um romance semificcional sobre a experiência de vida de sua avó (A Rapariga de Java), além de Solilóquio Mudo (1995), uma autobiografia baseada em cartas que ele escrevera para sua filha durante os anos de aprisionamento em Buru, e Arus Balik (1995)

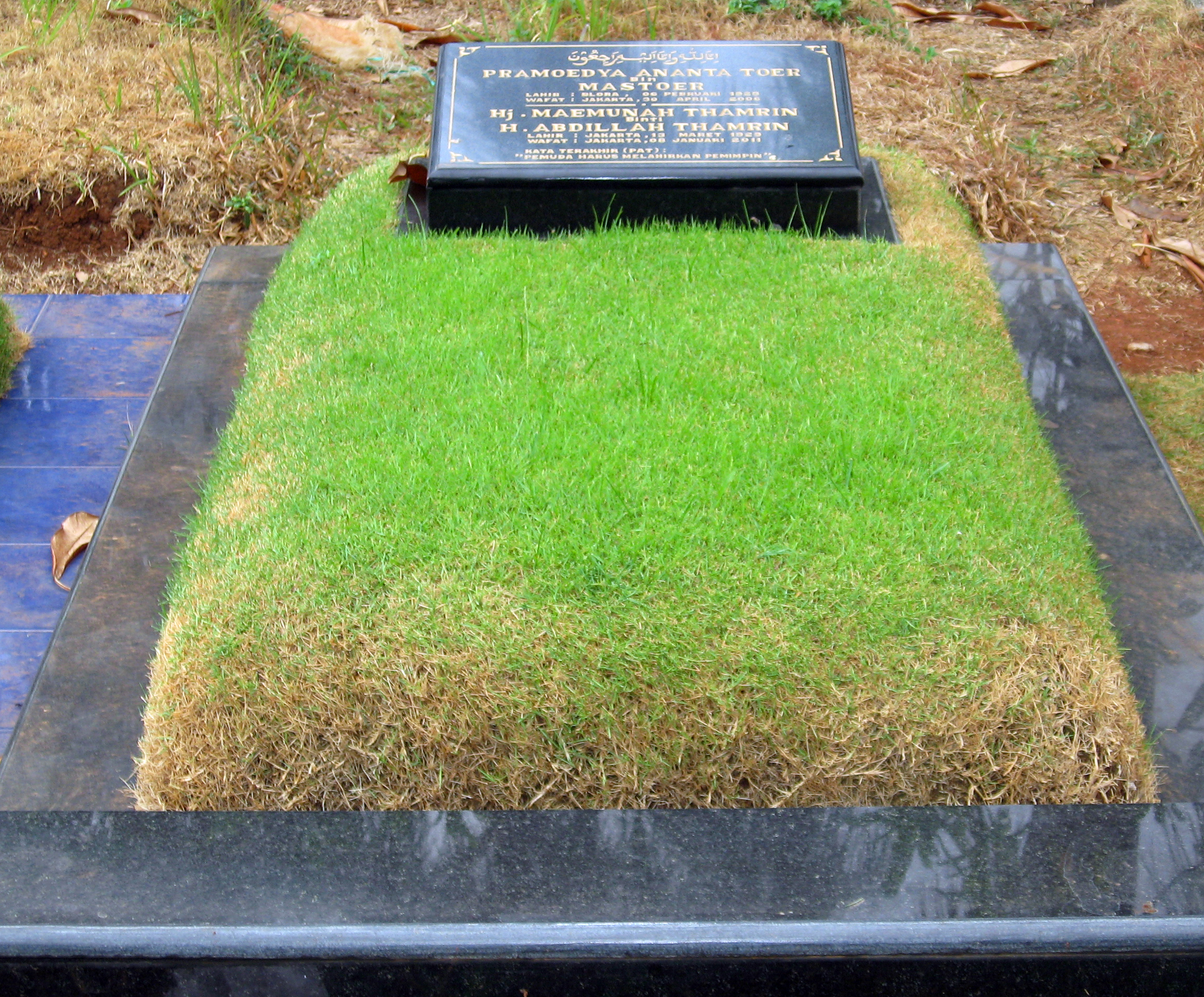
Túmulo de Pramoedya no cemitério de Karet Bivak, em Jacarta

Ele também continuou escrevendo diversas colunas e artigos curtos criticando o governo. Um de seus trabalhos jornalísticos mais célebres é Perawan Remaja dalam Cengkraman Militer (Jovens virgens nas garras dos militares), um livro-documentário narrando o caso de mulheres javanesas forçadas a se tornarem prostitutas para militares durante a ocupação japonesa. Essas mulheres eram trazidas para a ilha de Buru e, muitas vezes, acabavam ficando por lá em vez de voltar para suas casas. Pramoedya conheceu algumas delas nos anos de aprisionamento em Buru na década de 1970.
Em 27 de abril, o autor foi hospitalizado devido a complicações decorrentes de diabetes e doença cardíaca. Três dias depois ele morreu, na idade de 81 anos. Pramoedya possui diversos seguidores na literatura asiática, e foi considerado melhor candidato asiático para o prêmio Nobel de literatura.

## Prêmios
- 1988 PEN/Barbara Goldsmith Freedom to Write Award.
- 1989 The Fund for Free Expression Award, Nova Iorque.
- 1992 English P.E.N Centre Award, Grã-Bretanha.
- 1992 Stichting Wertheim Award, Holanda.
- 1995 Ramon Magsaysay Award de jornalismo e literatura.
- 1999 Doctor Honoris Causa pela Universidade de Michigan.
- 1999 Chancellor's Distinguished Honor Award pela Universidade da Califórnia, Berkeley.
- 2000 Chevalier de l'Ordre des Arts et des Lettres Republic of France.
- 2000 11.o Prêmio de Cultura Asiática Fukuoka.
- 2004 Prêmio da União de Autores Noruegueses por sua contribuições à literatura mundial e contínua luta pela liberdade de expressão.
- 2004 Prêmio Pablo Neruda, Chile
- 2005 Global Intellectuals Poll de 2005 pela revista Prospect.

## Principais Obras
- Kranji-Bekasi Jatuh (1947)
- Perburuan (1950)
- Keluarga Gerilya (1950)
- Bukan Pasar Malam (1951)
- Cerita dari Blora (1952; edição portuguesa: Fabulosa Jacarta, 2003)
- Gulat di Jakarta (1953)
- Korupsi (Corruption) (1954)
- Midah - Si Manis Bergigi Emas (1954)
- Cerita Calon Arang (1957)
- Hoakiau di Indonesia (1960)
- Panggil Aku Kartini Saja I & II (1962)
- The Buru Quartet
  - Bumi Manusia (1980; edição portuguesa: Nesta estranha Terra, 2003).
  - Anak Semua Bangsa (1980)
  - Jejak Langkah (1985)
  - Rumah Kaca (1988)
- Gadis Pantai (1962; edição portuguesa: A rapariga de Java, 2002).
- Nyanyi Sunyi Seorang Bisu (1995; edição portuguesa: Solilóquio Mudo, 2001).
- Arus Balik (1995)
- Arok Dedes (1999)
- Mangir (1999)
- Larasati (2000)